# Парфеньево (Островский район)
Парфеньево — деревня в Островском районе Костромской области. Входит в состав Островского сельского поселения.

## География
Деревня расположена в южной части области на расстоянии примерно в 2 километрах по прямой к северо-востоку от районного центра посёлка Островское.
Часовой пояс
Деревня Парфеньево как и вся Костромская область, находится в часовой зоне МСК (московское время). Смещение применяемого времени относительно UTC составляет +3:00.

## Население
| 2008 | 2010 | 2014 |
| ---- | ---- | ---- |
| 76   | ↘75  | ↘74  |

Национальный состав
Согласно результатам переписи 2002 года, в национальной структуре населения русские составляли 97 % из 78 чел..